# Mộ cự thạch Hàng Gòn
Mộ cự thạch Hàng Gòn (còn được gọi là Di chỉ Hàng Gòn 7, Mộ Đông Dương, Mả Ông Đá) là một di tích khảo cổ tại xã Hàng Gòn, thành phố Long Khánh, tỉnh Đồng Nai, Việt Nam. Đây là một ngôi mộ cổ được phát hiện và khai quật từ năm 1927, thuộc loại hình mộ táng Dolmen độc đáo trong hệ thống di chỉ khảo cổ học ở Việt Nam.

## Lịch sử
Năm 1927, khi mở tuyến đường giao thông từ Long Khánh đi Bà Rịa (nay là Quốc lộ 56), kỹ sư người Pháp Jean Bouchot đã phát hiện một ngôi mộ bằng đá nằm trong địa phận đồn điền cao su thuộc xã Hàng Gòn. Sau đó, được sự đồng ý của Trường Viễn Đông Bác cổ, ông Jean Bouchot chủ trì việc khai quật di chỉ vào mùa mưa năm 1927. Kết quả khai quật đã thu hút rất nhiều sự quan tâm của các nhà nghiên cứu và người dân. Niên đại của di tích được xác định trong khoảng thời gian 150 năm trước Công nguyên đến 240 năm sau Công nguyên, đại diện cho nền văn minh sông Đồng Nai.

## Di tích
Hầm mộ có hình chữ nhật dài 4,2 m, ngang 2,7 m, cao 1,6 m được ghép bởi 6 tấm đá hoa cương được bào khá nhẵn ở mặt ngoài. Trong đó, 4 tấm đá thẳng đứng dùng làm vách, 2 tấm nằm ngang dùng làm mặt đáy và nắp đậy. Các phiến đá ghép với nhau theo hệ thống rãnh đục làm nắp và phiến đá làm đáy, phần lớn các đầu trụ được khoét lõm hình yên ngựa.
Năm 2011, di tích được tu bổ, tôn tạo với tổng mặt bằng là 37.120 m², với các hạng mục: Khu hầm mộ, khu chế tác, miếu Ông Đá, miếu Thổ thần, các công trình phụ trợ (cổng, hàng rào, sân đường nội bộ, nhà trực ban - bán vé, nhà bao che, nhà đón tiếp - trưng bày, nhà điều hành).
Mộ cự thạch Hàng Gòn được Bộ Văn hóa (nay là Bộ Văn hóa, Thể thao và Du lịch) xếp hạng là di tích khảo cổ học cấp quốc gia vào ngày 24 tháng 12 năm 1982. Ngày 23 tháng 12 năm 2015, Thủ tướng Chính phủ đã xếp hạng di tích khảo cổ này là di tích quốc gia đặc biệt.